# فلورينسيو اماريلا
فلورينسيو اماريلا (بالإسبانية: Florencio Amarilla)‏ (مواليد 3 يناير 1935) هو لاعب كرة قدم. يلعب مع منتخب باراغواي لكرة القدم. سبق له أن لعب في كأس العالم لكرة القدم مع منتخب بلاده.

## روابط خارجية
- فلورينسيو اماريلا على موقع IMDb (الإنجليزية)
- فلورينسيو اماريلا على موقع أول موفي (الإنجليزية)
- فلورينسيو اماريلا على موقع قاعدة بيانات الأفلام السويدية (السويدية)
- فلورينسيو اماريلا على موقع قاعدة بيانات الفيلم (الإنجليزية)

- فلورينسيو اماريلا على موقع الاتحاد الدولي (مؤرشف)  (الإنجليزية)
- فلورينسيو اماريلا على موقع قاعدة بيانات كرة القدم.إي يو (الإنجليزية)
- فلورينسيو اماريلا على موقع ناشيونال فوتبول تيمز (الإنجليزية)
- فلورينسيو اماريلا على موقع عالم كرة القدم.نت (الإنجليزية)